# جگوار ایکس-تایپ

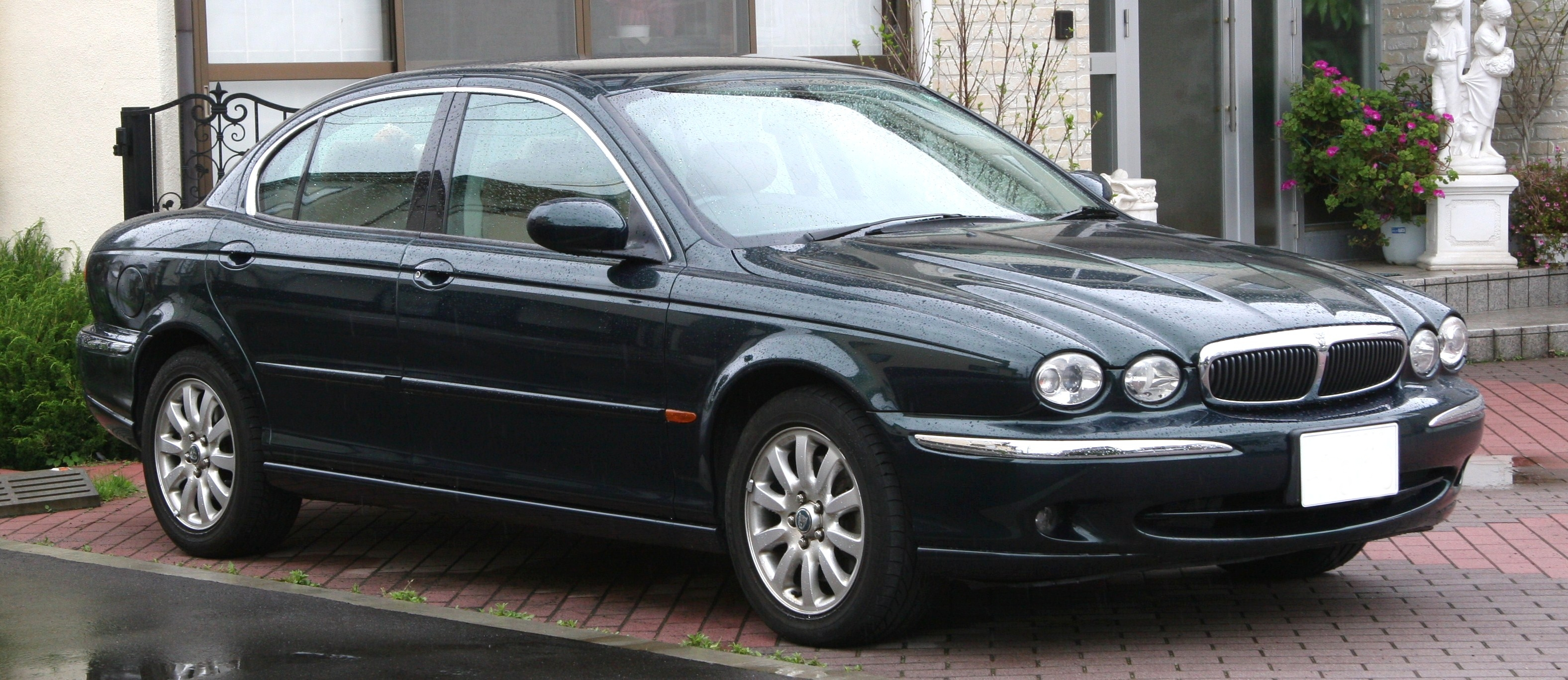

جگوار نوع ایکس (Jaguar X-Type) خودرویی است که در سال‌های ۲۰۰۱–۲۰۰۹ توسط جگوار تولید شده‌است. طول آن در حالت طبیعی ۴٬۶۷۲ میلیمتر (۱۸۳٫۹ اینچ)، عرض آن در حالت طبیعی ۲٬۰۰۰ میلیمتر (۷۸٫۷ اینچ)، ارتفاع آن در حالت طبیعی ۵۴٫۸ اینچ (۱٬۳۹۰ میلیمتر)، است. سیستم جعبه‌دندهٔ آن ۶، دنده به دو صورت خودکار و دستی است.

## نگارخانه

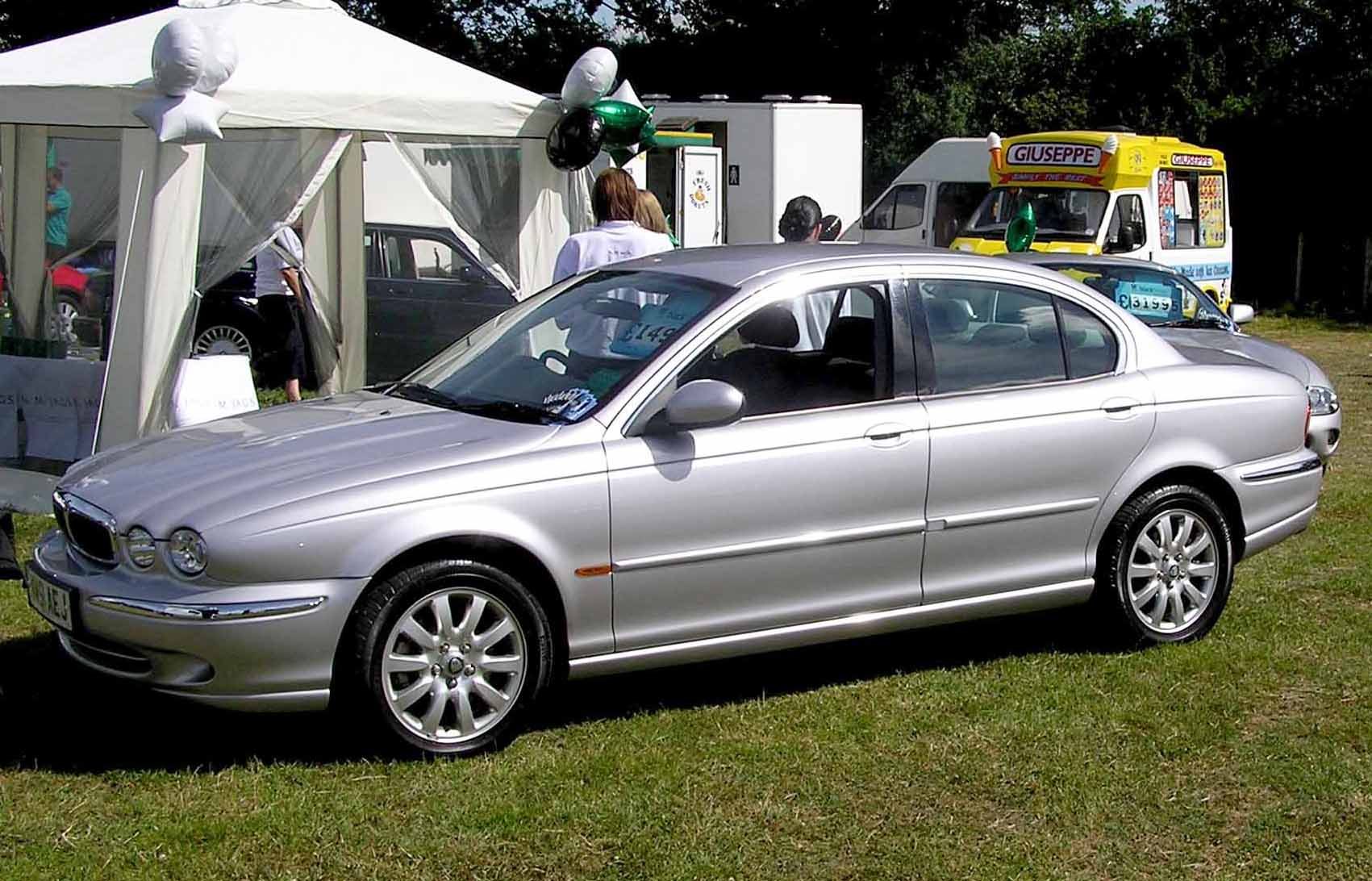
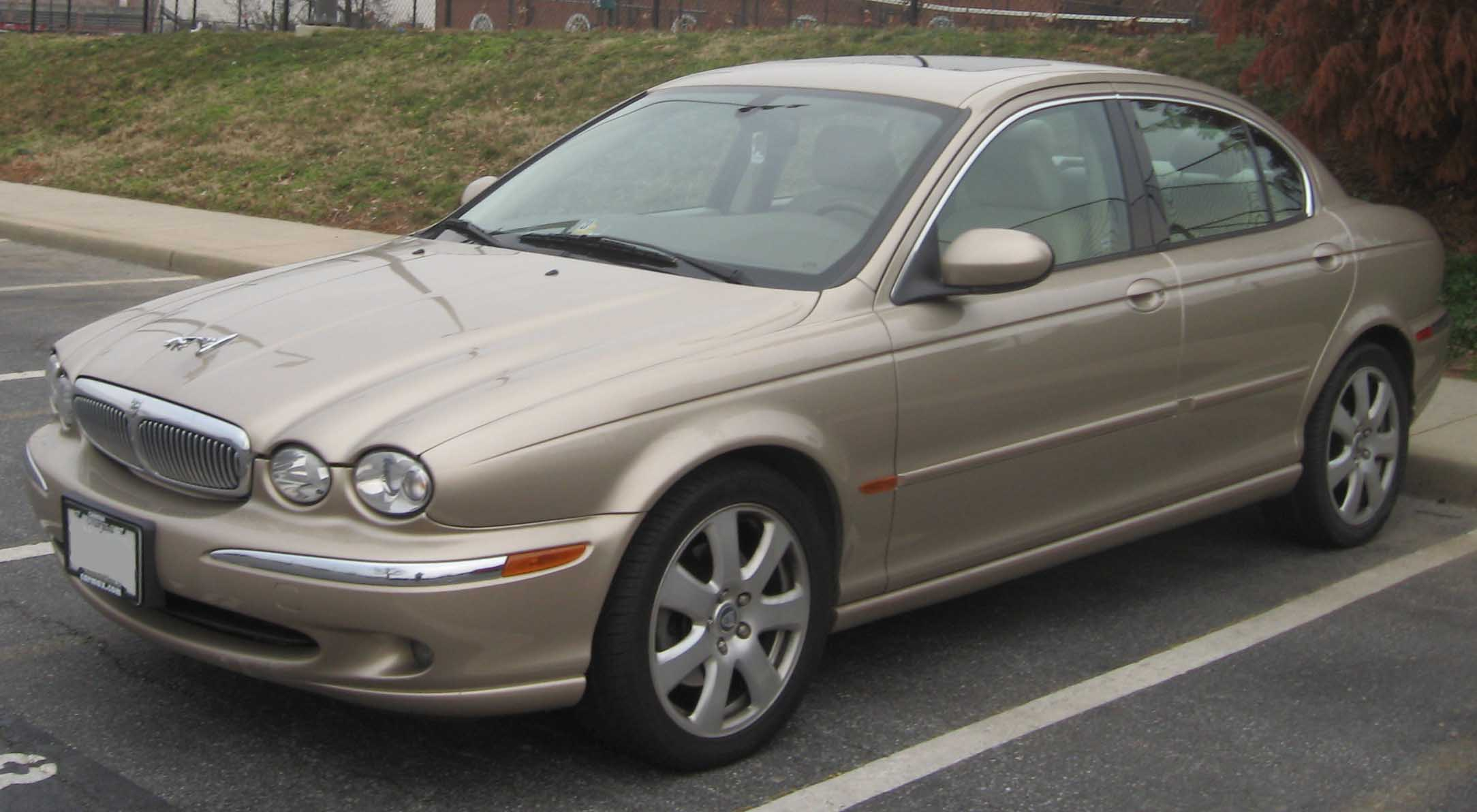
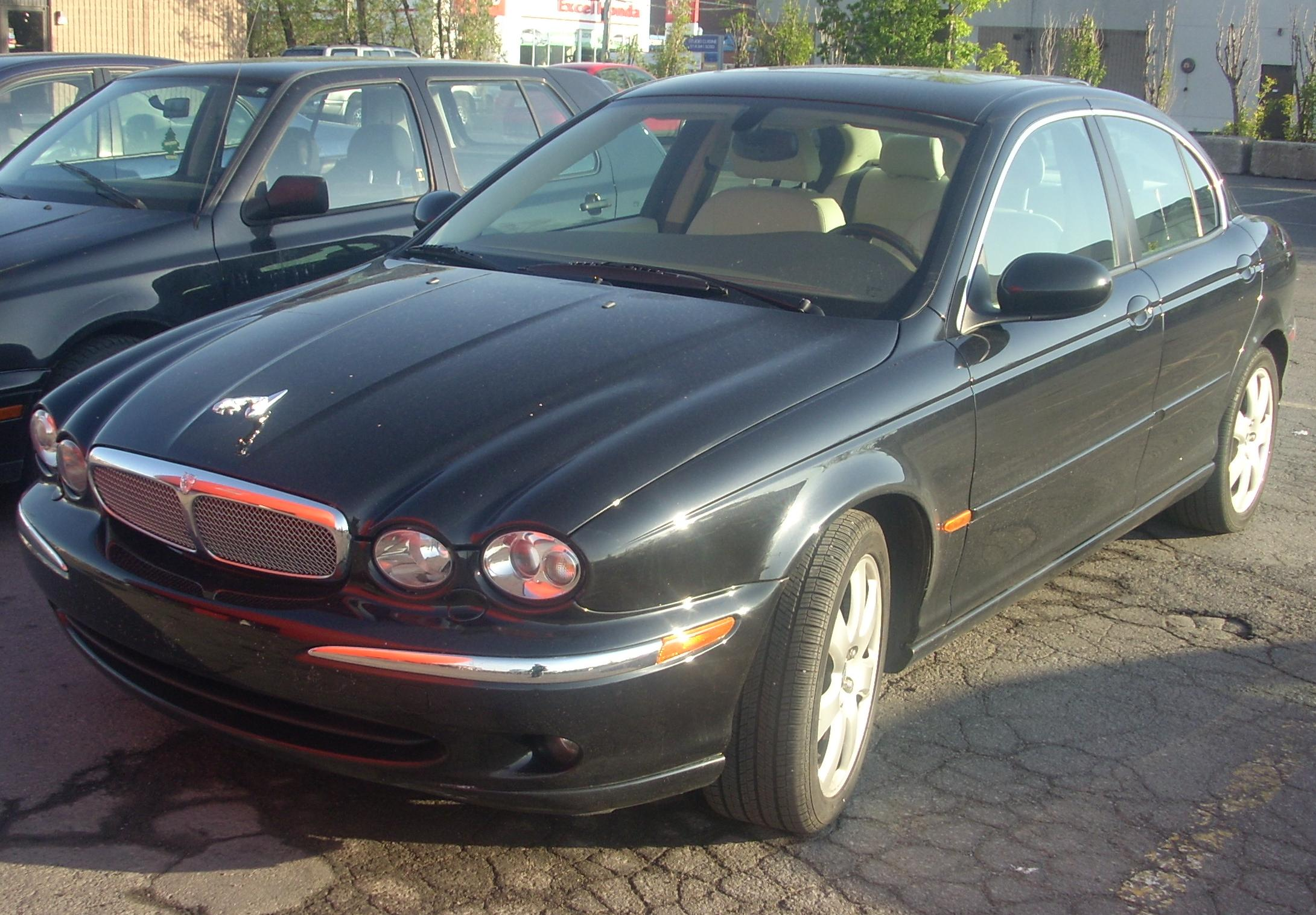
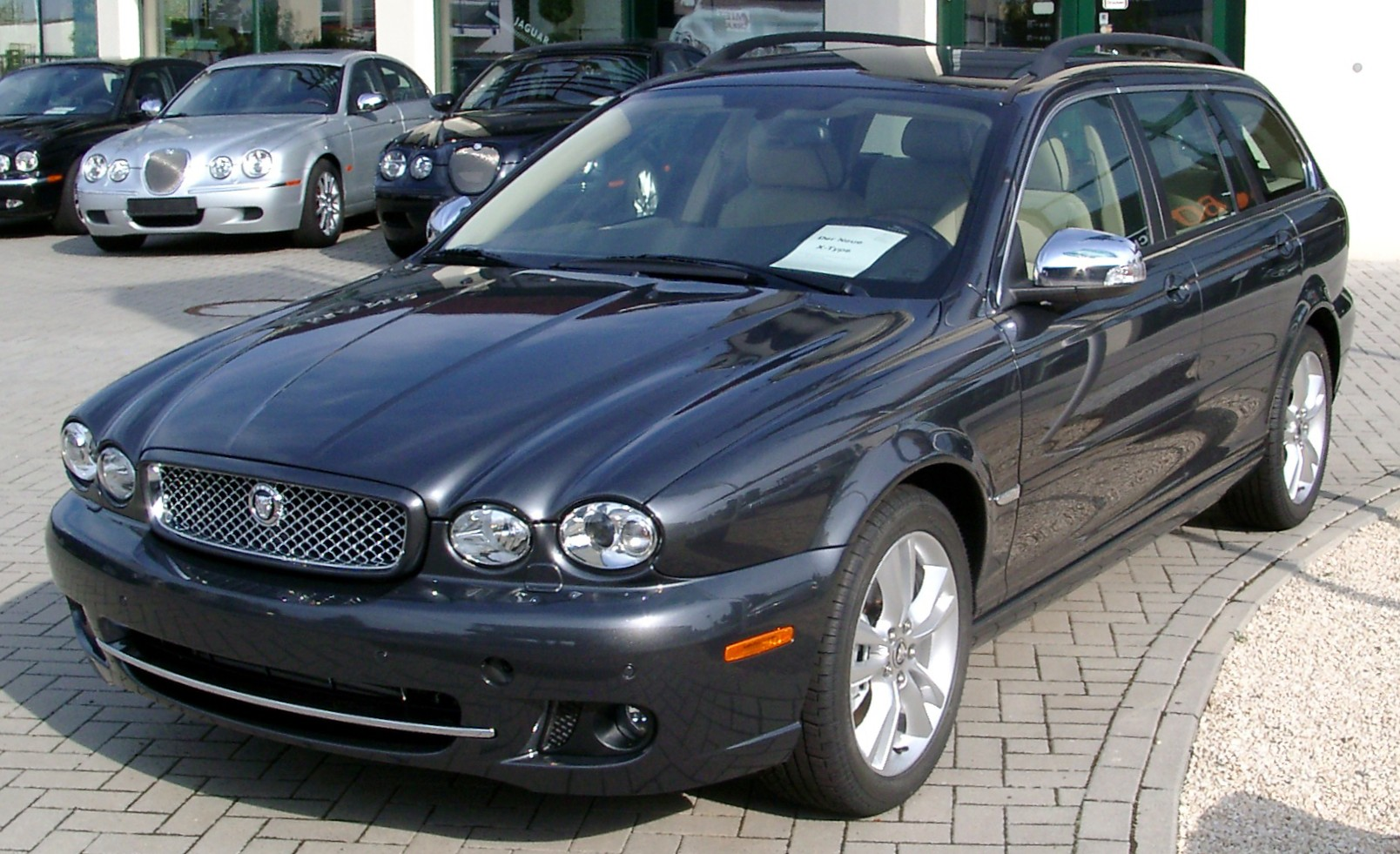